# Patsy Ferran
Patsy Ferran, född den 25 november 1989 i Valencia, är en spansk-brittisk skådespelerska.
Patsy Ferran är född i Spanien och flyttade som lite tillsammans med sina föräldrar till Storbritannien. Hon är utbildad vid Royal Academy of Dramatic Art, och har medverkat i ett flertal teateruppsättningar. För sin roll i Summer and Smoke tilldelades hon en Laurence Olivier Award som bästa skådespelare. Hon har bland annat medverkat i filmerna Hot Milk och Tom & Jerry. Filmen  I TV-serien Miss Austen spelade hon titelkaraktären Jane Austen.  

## Filmografi (i urval)
- 2021 – Tom & Jerry
- 2022 – Living
- 2023 – Firebrand
- 2025 – Miss Austen (TV-serie)
- 2025 – Hot Milk
- 2025 – Jay Kelly